# Савина книга
Савина книга — кириличний старослов'янський орнаментований рукопис, неповний текст короткого євангелія-апракоса. Містить 166 аркушів пергамену формату 17x13 — 17x14 см різного часу; найдавніші листи 25-153 та 166 датуються XI століттям. Названо за іменем переписувача — попа Сави, який двічі згадується в приписках до тексту (на арк. 51а та 56а, «піп Сава писав»). 
Імовірно є списком з глаголичного оригіналу. Найдавніша частина походить з північно-східної Болгарії, інші аркуші імовірно давньоруського походження. Була власністю Середкінського монастиря під Псковом, пізніше потрапила в бібліотеку московської синодальної друкарні, зберігається в Російському державному архіві давніх актів  (фонд 381, № 14) . Рукопис кілька разів реставрувався; реставрація середини XX століття радше зашкодила — після проведеної тоді чистки пергамену практично зник кіноварний текст, а при оправленні були переплутані листи. 
Рукопис відкрив і вперше опублікував (в уривках) Ізмаїл Срезневський (1868). Наукове видання 1903 року здійснив Вйячеслав Щепкін  (перевидано в Граці в 1959 році). У 1999 році вийшло факсиміле (в чорно-білому виконанні) . 